# Caltrano
Caltrano (velenceiül Caltran) település Olaszországban, Veneto régióban, Vicenza megyében. Lakosainak száma 2497 fő (2023. január 1.). Caltrano Asiago, Calvene, Chiuppano, Piovene Rocchette, Roana és Cogollo del Cengio községekkel határos.

## Népesség
A település népességének változása:
| Lakosok száma | 2537 | 2517 | 2497 |
|               | 2017 | 2018 | 2023 |